# Seven Years in Tibet
Seven Years in Tibet (bra: Sete Anos no Tibet; prt: Sete Anos no Tibete) é um filme britano-estadunidense de 1997, do gênero drama biográfico-histórico-aventuresco, dirigido por Jean-Jacques Annaud, com roteiro de Becky Johnston baseado no livro Seven Years in Tibet, do montanhista austríaco Heinrich Harrer.

## Prêmios e indicações
| Prêmio             | Categoria            | Recipiente    | Resultado |
| ------------------ | -------------------- | ------------- | --------- |
| Globo de Ouro 1998 | Melhor trilha sonora | John Williams | Indicado  |

## Recepção
No site agregador de críticas Rotten Tomatoes, 61% das 33 resenhas dos críticos são positivas.